# Benzydamin
Benzydamin (summaformel C19H23N3O) ingår bland annat i det smärtstillande läkemedlet Zyx som används vid behandling av halsont. Den är även känd som Tantum Verde och märkt i vissa länder som Maxtra Gargle, Difflam och Septabene.
Benzydamin tillgänglig som hydrokloridsalt, är ett lokalt verkande icke-steroidalt antiinflammatoriskt läkemedel (NSAID) med lokalbedövning och smärtstillande egenskaper för smärtlindring och antiinflammatorisk behandling av inflammatoriska tillstånd i munnen och halsen. Det faller under klass av kemikalier som kallas indazol.

## Historik
Benzydamin syntetiserades i Italien 1964 och började marknadsföras 1966.

## Framställning

Benzydamine synthesis:

Syntesen börjar med reaktionen av N-bensylderivatet från metylantranilat med salpetersyra för att ge N-nitrosoderivatet. Reduktion med hjälp av natriumtiosulfat leder till det övergående hydrazinet (3), som genomgår spontan inre hydramidbildning. Behandling av enolatet av denna amid med 3-klor-1-dimetylaminopropan ger benzydamin (5). Observera att det finns ett fel i detta avsnitt: US3318905 anger att nitrosoderivatet reduceras med natriumhydrosulfit (natriumditionit) och inte med natriumhyposulfit (natriumtiosulfat), som visas i ovanstående schema och anges i text.

En intressant alternativ syntes av detta ämne börjar genom sekventiell reaktion av N-bensylanilin med fosgen och sedan med natriumazid för att producera motsvarande karbonylazid. Vid uppvärmning utvecklas kväve och en separerbar blandning av nitreninsättningsprodukt och de önskade ketoindazol # -resultaten. Alkylering av enolen med natriummetoxid och 3-dimetylaminopropylklorid ger benzydamin.
Alternativt producerar användning av kloracetamid i alkyleringssteget, följt av syrahydrolys, bendazac istället.

## Användning

### Medicinsk
- Odontostomatologi: gingivit, stomatit, glossit, aftösa sår, tandkirurgi och oral sårbildning på grund av strålbehandling.
- Otorhinolaryngologi: körtelfeber, faryngit, tonsillit, post-tonsillektomi, strålning eller intubationsmukosit.

Det kan användas ensamt eller som ett komplement till annan behandling som ger möjlighet till ökad terapeutisk effekt med liten risk för interaktion.
På vissa marknader levereras läkemedlet som en receptfri kräm som används för topisk behandling av muskuloskeletala systemstörningar: sprains, stammar, bursit, tendinit, synovit, myalgi, periartrit.

### Rekreation
Bensydamin har använts rekreationellt. Vid överdosering fungerar det som en deliriant och CNS-stimulans. Sådan användning, särskilt bland tonåringar, har rapporterats i bland annat Polen, Brasilien och Rumänien.

## Biverkningar
Benzydamin tolereras väl. Ibland kan domningar i munvävnad eller stickande känslor uppstå, liksom klåda, hudutslag, hudsvullnad eller rodnad, andningssvårigheter och väsande andning. 

## Farmakologi
Benzydamin binder selektivt till inflammerade vävnader (Prostaglandinsyntetashämmare) och är normalt fri från negativa systemiska effekter. Till skillnad från andra NSAID hämmar det inte cyklooxygenas eller lipoxygenas och är inte ulcerogent. Det har kraftfull förstärkande effekt och har korssensibilisering med missbruksdroger som heroin och kokain hos djur. Det antas att det har cannabinoidagonistisk aktivitet.
Bensydamin absorberas dåligt genom huden och slidan.
Studier tyder på att benzydamin har anmärkningsvärd antibakteriell aktivitet in vitro och visar också synergism i kombination med andra antibiotika, särskilt tetracykliner, mot antibiotikaresistenta stammar av Staphylococcus aureus och Pseudomonas aeruginosa.
Det har också viss cannabinoidaktivitet hos råttor men har inte testats på människor. Det finns också en hypotes om att det agerar på 5-HT2A-receptorer på grund av dess strukturella likhet med serotonin.